# Francis Kéré
Diébédo Francis (Francis) Kéré (Burkina Faso, 1965) is een Burkinees-Duits architect, die kantoor houdt in Berlijn.
Zijn projecten worden gekenmerkt door sociaal bewogen en duurzame architectuur, inventieve combinatie van lokale materialen, traditionele vakmanschap en moderne technieken, gecombineerd met bioklimatisch ontwerp. Hiermee verlegt Kéré de grenzen van de traditionele Afrikaanse architectuur om een eigentijdse Afrikaanse architectuurstijl te creëren.
Met het winnen van de Pritzker Prize in 2022 is Kéré de eerste architect van Afrikaanse afkomst ooit die deze "Nobelprijs voor de architectuur" gewonnen heeft.

## Biografie

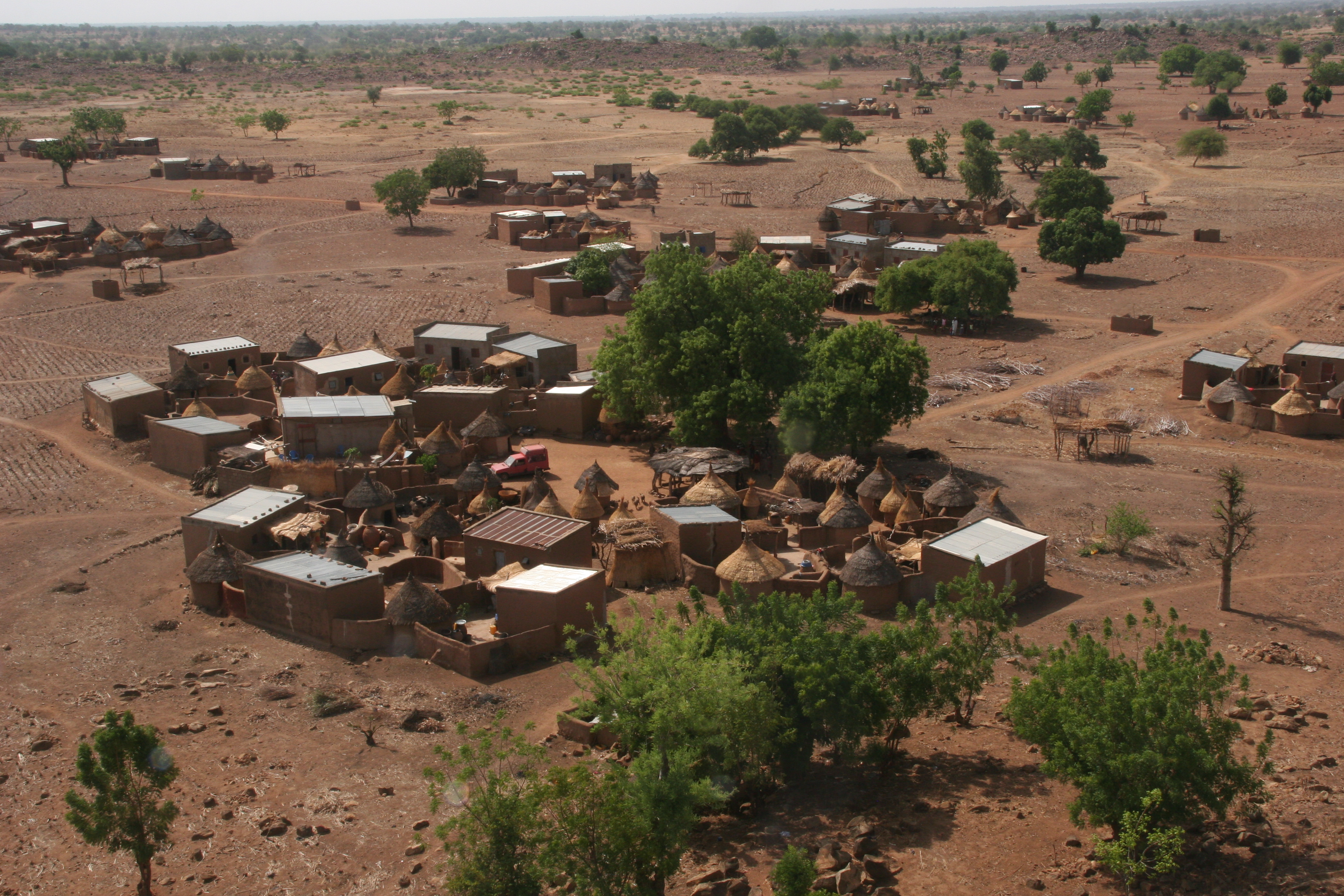
Het dorpje Gando in 2000

Diébédo Francis werd in 1965 in Gando, Burkina Faso, geboren. Hij was de oudste zoon van het dorpshoofd. Gando was een arme, rurale gemeenschap van 2500 inwoners, zonder elektriciteit, waar water uit de put gehaald moest worden en het analfabetisme boven het nationale gemiddelde van 75% lag.
Er was daar geen school en Kéré werd de eerste in zijn dorp die naar school zou gaan. Daarvoor verhuisde hij op zevenjarige leeftijd van zijn familie naar zijn oom in de nabije stad Tenkodogo waar wel een school was. Daar was het klaslokaal klein, gebouwd van cementblokken en had het geen ventilatie en licht. Urenlang opgesloten in het extreme klimaat met meer dan honderd klasgenootjes, zwoer Kéré op een dag de scholen te gaan verbeteren.
Op zijn twintigste reisde Kéré af naar Berlijn met een beurs voor een opleiding tot timmerman. Aldaar leerde hij overdag daken en meubels te maken, terwijl hij 's avonds school volgde. In 1995 kreeg hij een beurs om naar de Technische Universität Berlin te gaan, waar hij in 2004 als architect afstudeerde.
Ondanks de fysieke afstand tot zijn geboorteland heeft Kéré altijd zijn banden met Burkina Faso behouden. Bewust van het voorrecht gestudeerd te kunnen hebben, richtte hij in 1998 Schulbausteine für Gando ("schoolbouwstenen voor Gando") op, een stichting die later omgedoopt is tot Kéré Foundation, om fondsen te werven en te pleiten voor het recht van het kind op een comfortabel klaslokaal.
De afstudeeropdracht voor zijn architectenopleiding werd in 2001 zijn eerste gebouw: de basisschool in Gando, met inventieve vormen, in een combinatie van lokale materialen en moderne techniek, gebouwd door de mensen van Gando. Zij waren onder begeleiding van Kéré betrokken van ontwerp tot voltooiing, met ideeën, arbeid en middelen.
De school in Gando leverde hem in 2004 de Aga Khan Award for Architecture op, wat hem hielp om in 2005 Kéré Architecture op te zetten in Berlijn. Deze praktijk ontwikkelde lagere en middelbare scholen en voorzieningen voor vervolgopleidingen medische zorg, niet alleen in Burkina Faso, maar ook in Kenia, Mozambique en Oeganda.
De bouwwerken van Kéré in Afrika hebben een kettingreactie veroorzaakt: niet alleen is er meer en beter onderwijs en ziekenzorg beschikbaar, ook genereert zijn werk banen op de korte en lange termijn. Zijn werk heeft zich echter niet beperkt tot schoolgebouwen in Afrika en omvat ook tijdelijke en permanente constructies in Denemarken, Duitsland, Italië, Zwitserland, het Verenigd Koninkrijk en de Verenigde Staten. Voorts heeft hij het parlementsgebouw van Burkina Faso gebouwd. Tussen 2019 en 2021 ontwierp hij het parlementsgebouw van Benin. Het is geïnspireerd op de West-Afrikaanse schaduwrijke praatbomen en moet begin 2025 voltooid worden.

## Werken

### Gando en omgeving, Burkina Faso
Kéré heeft zijn vroege jeugd in Gando doorgebracht, maar moest verhuizen om na de basisschool verder te leren. Hij heeft zijn band met Gando echter nooit verloren en zag het als zijn plicht om iets voor Gando te doen. Zijn eerste projecten werden daar uitgevoerd.

#### Basisschool, Gando (2001, 2008)

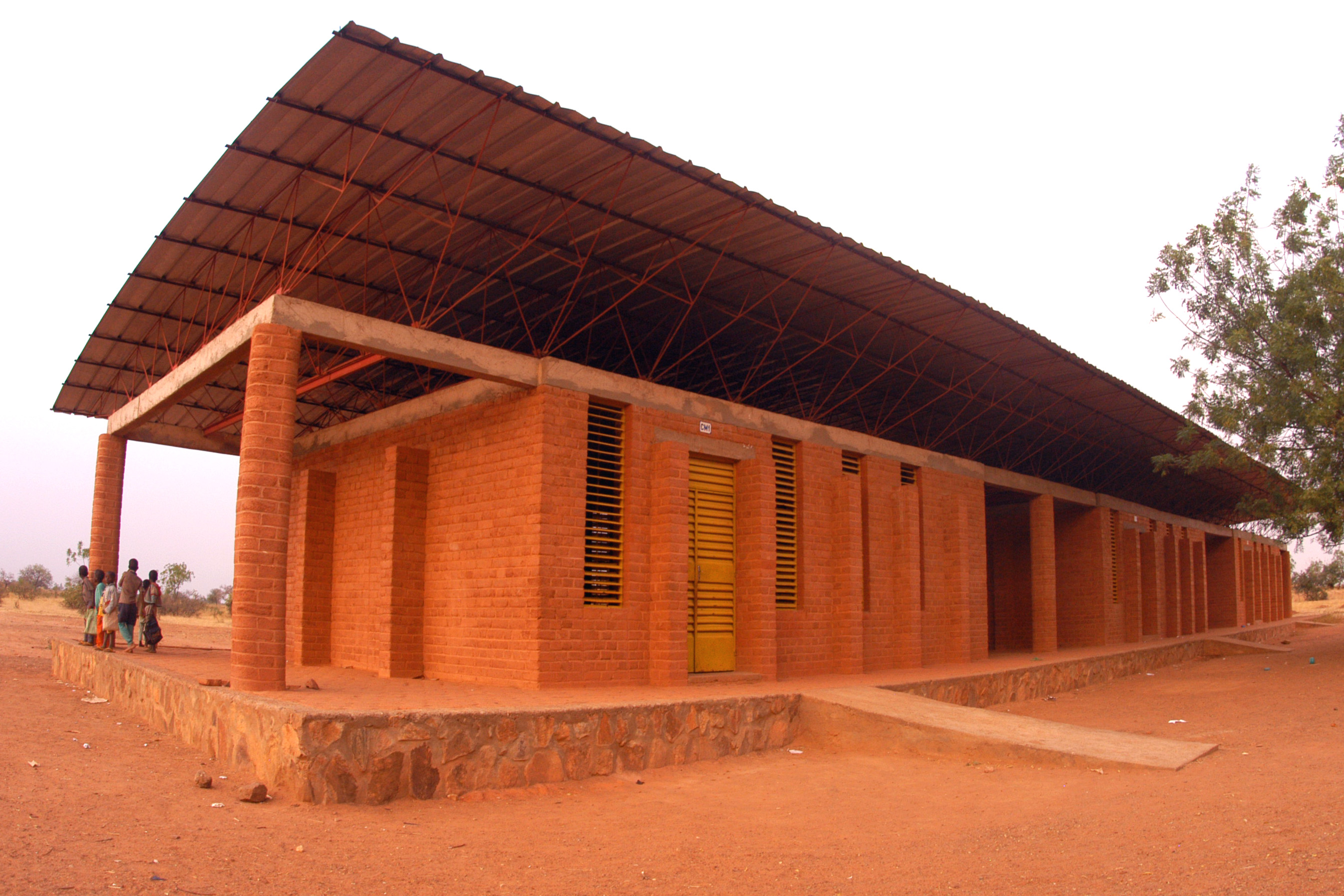
Basisschool in Gando.

De lagere school in Gando is gebouwd door de dorpsgemeenschap. Op lemen muren ligt een dubbele dakconstructie van adobe en metaal die de hitte van de zon tegenhoudt, waardoor het binnen tot zes graden koeler is dan wanneer alleen metalen dakplaten gebruikt zou worden. Geïnspireerd door dit model hebben twee naburige dorpen eveneens nieuwe scholen met eigen handen gebouwd en gefinancierd door gemeenschapsleden die elders wonen.

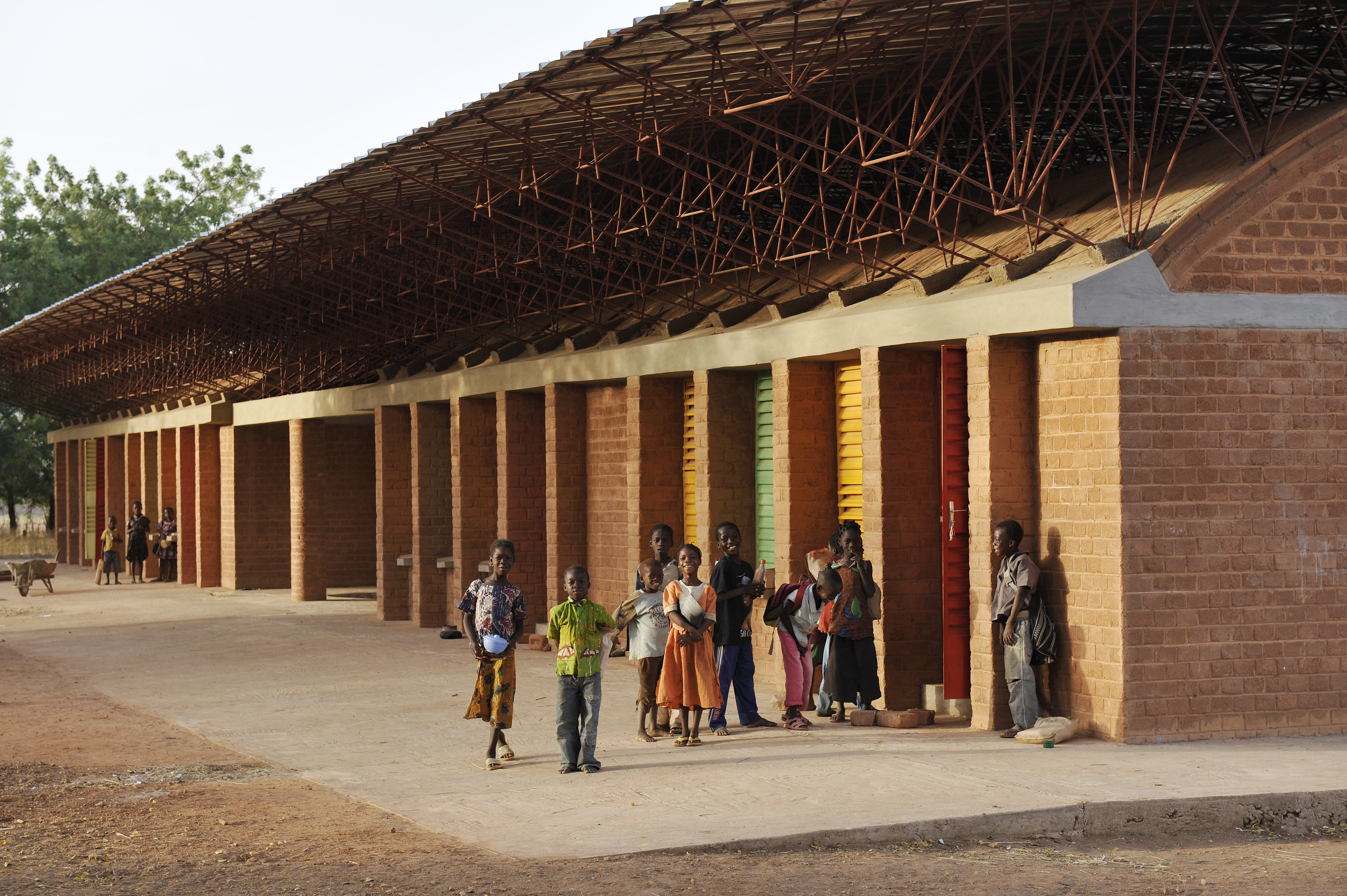
Uitbreiding van dezelfde basisschool in Gando.

In 2008 begon Kéré aan een grote uitbreiding die plaats bood aan 120 extra leerlingen. De uitbreiding werd wederom gebouwd met lokale arbeidskrachten en materialen.

#### Lerarenhuisvesting, Gando (2004)

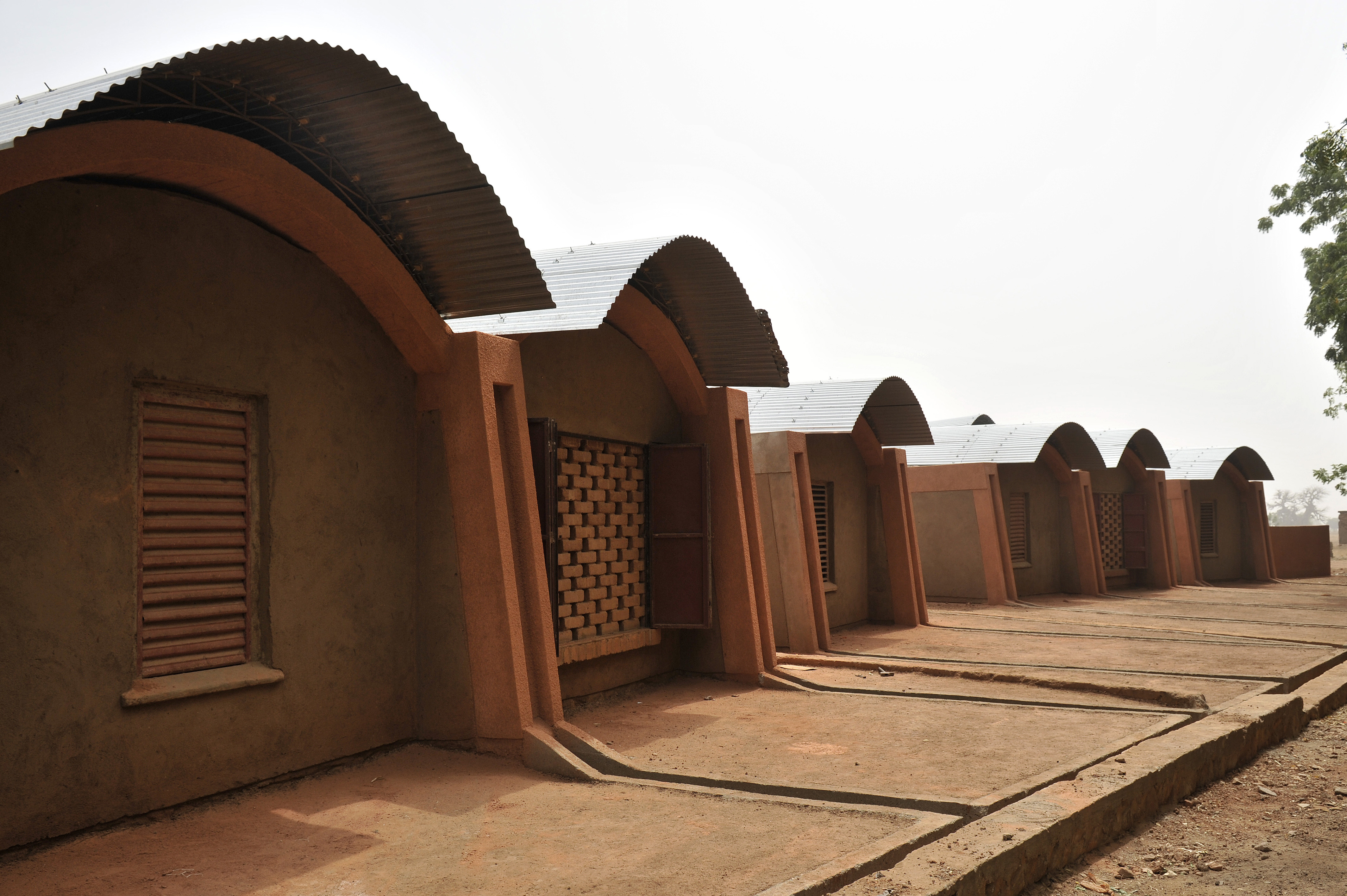
Lerarenhuisvesting, Gando

Kort na de bouw van de lagere school van Gando moest huisvesting gevonden worden voor gekwalificeerde onderwijzers en hun gezinnen die het personeel van de school in Gando kwamen versterken.
Het doel was te voorzien in kwaliteitswoningen, die diende als een stimulans geschoolde personen uit steden en stedelijke locaties aan te trekken naar afgelegen rurale gebieden. Het ontwerp van deze huizen was en in lijn met de lokale tradities en leende zich voor uitbreiding volgens de behoeften van de gebruikers.
Zes van dergelijke modules zijn geplaatst in een wijde boog ten zuiden van het scholencomplex. Dit sluit aan op de traditionele Burkinese bouwstijl. Het project combineerde voorts op innovatieve wijze duurzame bouwmaterialen als adobe met moderne materialen zoals golfplaten dakbedekking en traditionele bouwmethodes. Het hoofddoel was de gemeenschap (wederom) bij de bouw te betrekken.

#### Middelbare school, Dano (2007)

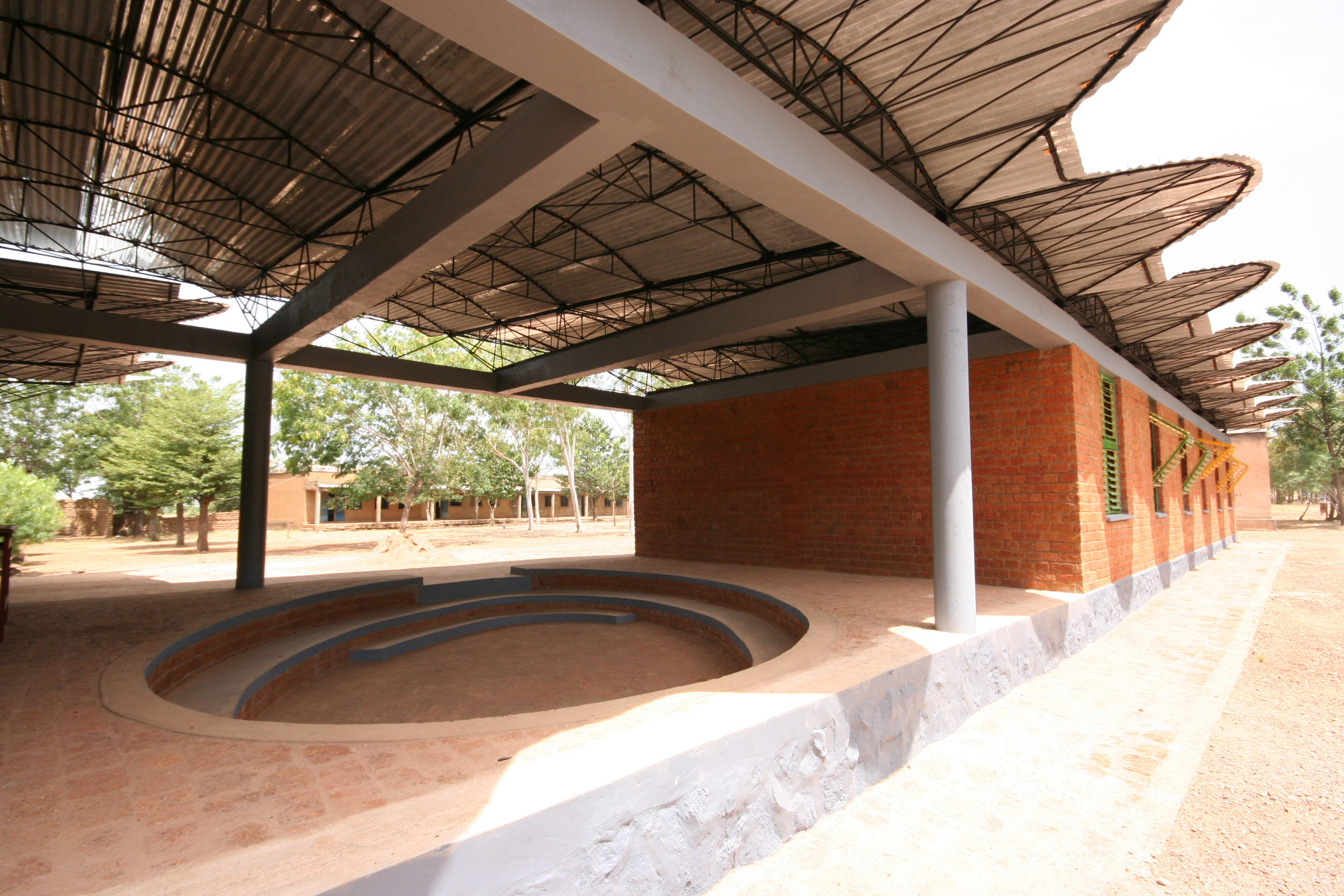
De middelbare school in Dano

De middelbare school van Dano, die geïnspireerd is op het vorige project van Kéré in Gando, is gemaakt van lateriet, een gesteente dat in de regio overvloedig aanwezig is. het schoolgebouw is georiënteerd over de oost-westas. Het lessenaarsdak loopt flink op, ter bescherming van de muren tegen het felle zonlicht. Het gebouw bestaat uit drie klaslokalen, een computerlokaal, kantoren en een overdekte buitenruimte. Natuurlijke ventilatie gaat door dunne openingen in het plafond en het schuine metalen golfplaten dak. Dit project werd uitgevoerd in samenwerking met jongeren die waren opgeleid in de projecten in Gando.

#### Bibliotheek, Gando (2012)

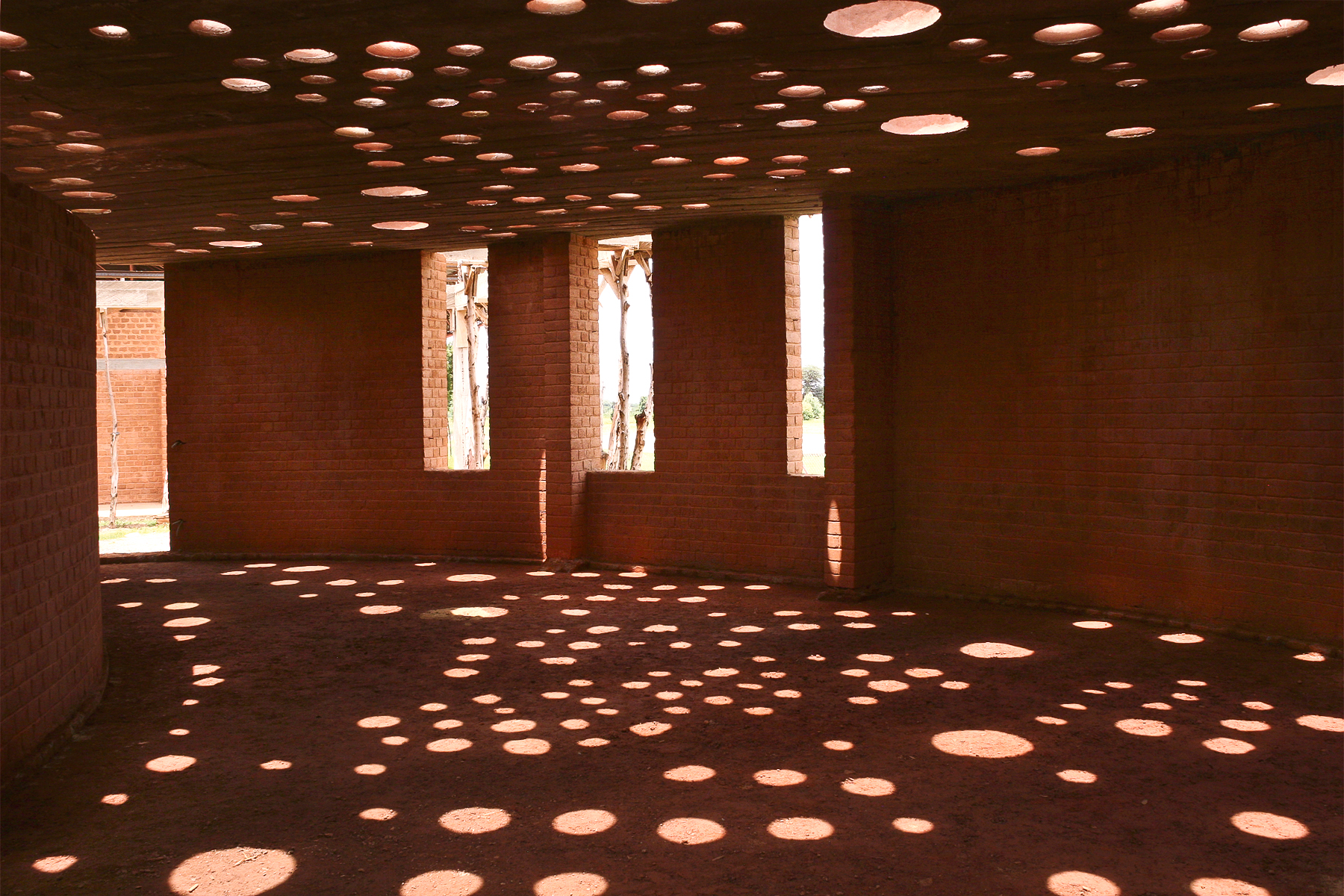
Bibliotheek in Gando, Burkina Faso

Binnen het onderwijscomplex van Gando bevindt de bibliotheek zich tussen de oorspronkelijke school en de uitbreiding ervan. Hierdoor is een overdekte binnenplaats tussen beide schoolgebouwen. De bibliotheek, gebouwd met dezelfde techniek als de twee schoolgebouwen, bestaat uit gestampte aarde en een verhoogd dak van metaalplaten. De bibliotheek verschilt echter van qua vorm van de schoolgebouwen, door de combinatie van een elliptische binnenruimte in een rechthoekige structuur van eucalyptushout. Het eucalyptus zit als een tweede huid om het gebouw en dient om de temperatuur in het gebouw te verlagen, maar creëert ook een studieruimte rond de bibliotheek met kleine nissen waar de leerlingen beschut tegen het zonlicht kunnen zitten, rusten en lezen.
In de betonnen dak zijn traditionele kleipotten geplaatst - met de hand gemaakt door de vrouwen uit het dorp om licht en luchtstromen door te laten.

#### Atelier, Gando (2018)
De werkplaats van Gando was gebouwd als ontmoetingsplaats waar plaatselijke ambachtslieden, bouwers, architecten, studenten en bezoekers ideeën kunnen uitwisselen. Het atelier is een centrum voor duurzame bouwtechnologieën en onderzoek en ontwikkeling van lokale bouwmethoden. Het voorziet voorts in de coördinatie en ondersteuning van bouwprojecten in de regio. Het gebouw zelf dient hierbij als voorbeeld van de creatieve uitwisseling van traditie en moderniteit.

### Nationale Park van Mali (2010)

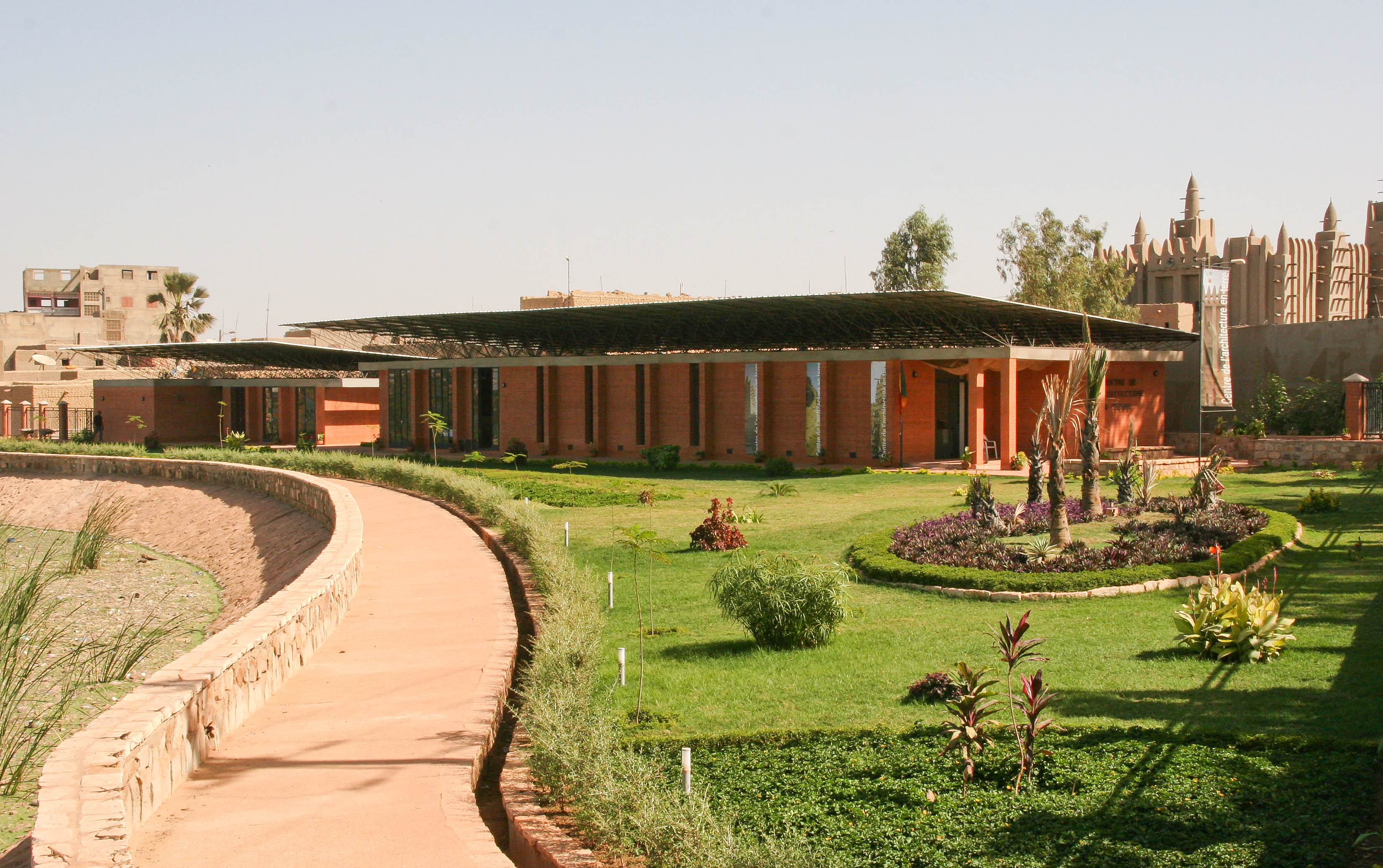
Centrum van aarde-architectuur in Mopti

Ter viering van de 50-jarige onafhankelijkheid van Mali, ontwierp Kéré een aantal gebouwen voor het Nationale Park in Bamako, met als doel de toen verwaarloosde botanische en dierentuinen te verenigen.

### Opera Village, Laongo, Burkina Faso (2011-)

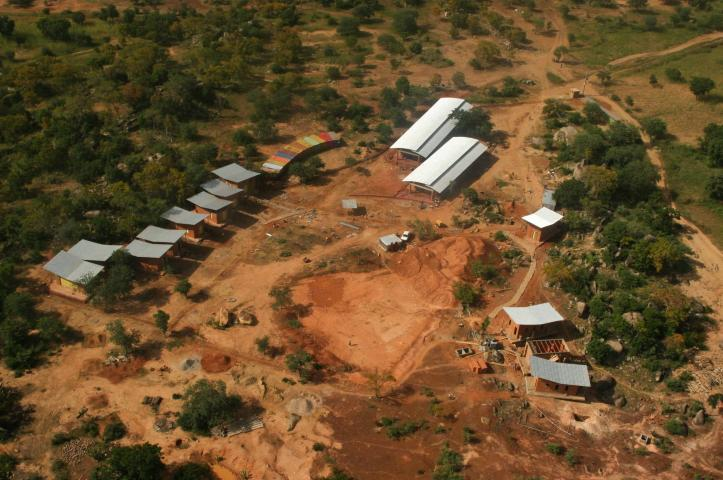
Luchtfoto van de operavillage in 2012. De ruimte van de toekomstige 'opera' in het midden is vrijgehouden.

De Opera Village als idee is het geesteskind van de Duitse theater- en filmmaker Christoph Schlingensief (1960-2010). Toen hij met het idee bij Kéré aanklopte, was de reactie van de laatste: "Dit is een grap. Zo'n fantasie kan alleen afkomstig zijn van iemand die ofwel Afrika niet kent, ofwel zo verzadigd is dat hij alleen maar onzin kan bedenken." Het idee bleek echter zo gek nog niet. In plaats van het stereotype beeld van een operagebouw, bleek de filmmaker de intentie te hebben de idealen van opera te integreren met gemeenschappen in een van de armste landen van Afrika, door artistieke experimenten aan te moedigen zonder elitarisme.

Terwijl zij met het ontwerp bezig waren sloeg in augustus 2009 het noodlot toe in Burkina Faso met overstromingen die grote delen van het land deed wegvagen, waaronder het projectterrein en de woningen van de bewoners die deel van het project zouden worden. De doelstelling van het utopisch project werd daarmee omgeschakeld naar humanitaire noodhulp: het operagebouw werd op de lange baan geschoven en deel gemaakt van een spiraalvormig masterplan met de kenmerken van een Afrikaans dorp en waar de prioriteit op huisvesting, onderwijs en gezondheidszorg gelegd werd. De eerste bouwfase werd in 2011 met de eerste huizen en een basisschool gecompleteerd. Het dorpje groeit sindsdien organisch door.

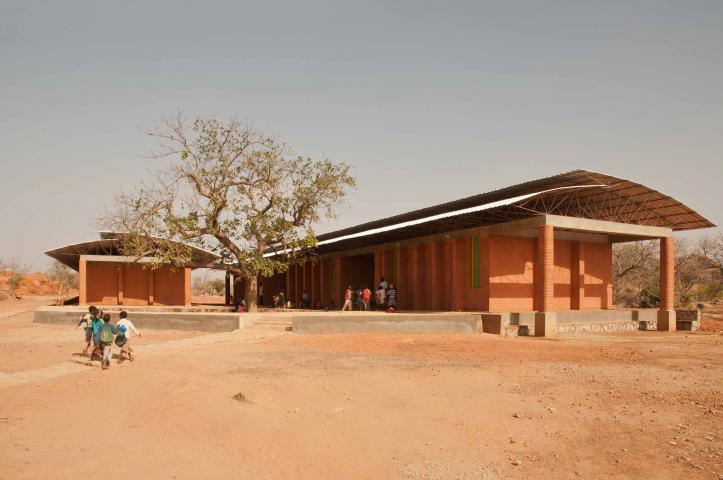
De dorpsschool

Naast een reguliere schoolprogramma krijgen de kinderen op school les in film, kunst en muziek. In dit model hebben alle leraren, arbeiders en schoolkinderen dagelijks toegang tot kunst, en bestaat er een symbiotische relatie tussen het leven van de bewoners en hun culturele expressie. Experimenten staan centraal: een concert in 2011 werd bijvoorbeeld uitgevoerd op uit van recycleerde materialen gemaakte instrumenten. Het Operadorp legt geen regels op, maar leert technische vaardigheden zodat de leerlingen hun creativiteit de vrije loop kunnen laten gaan.

In 2014 werd het Centre de Santé et de Promotion Sociale in het dorpje gecompleteerd.

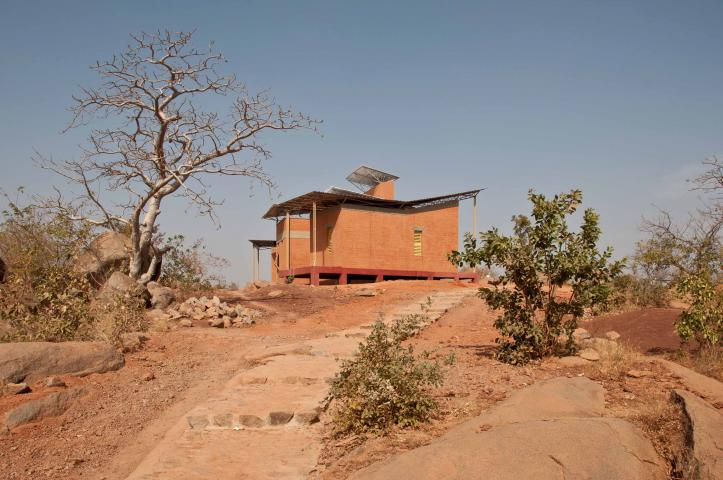
Een lerarenwoning

Alle gebouwen zijn vervaardigd van lokale materialen, zoals klei, gomhout, lateriet en leem, wat goedkoop en duurzaam is en dat bijdraagt aan een architectuur die in zijn natuurlijke omgeving past. De gebouwen zijn bioklimatisch, met grote luifels ter bescherming tegen zon en regen, zware muren om de warmte buiten te houden en ventilatiesystemen, zoals dubbele plafonds in klaslokalen en ventilatieschachten in docentenwoningen. Voorts zijn er zonne-energiesystemen alswel waterverzamel- en behandelingssystemen.

### Chirurgische kliniek en gezondheidscentrum, Léo, Burkina Faso

#### Chirurgische kliniek en gezondheidscentrum (2014)

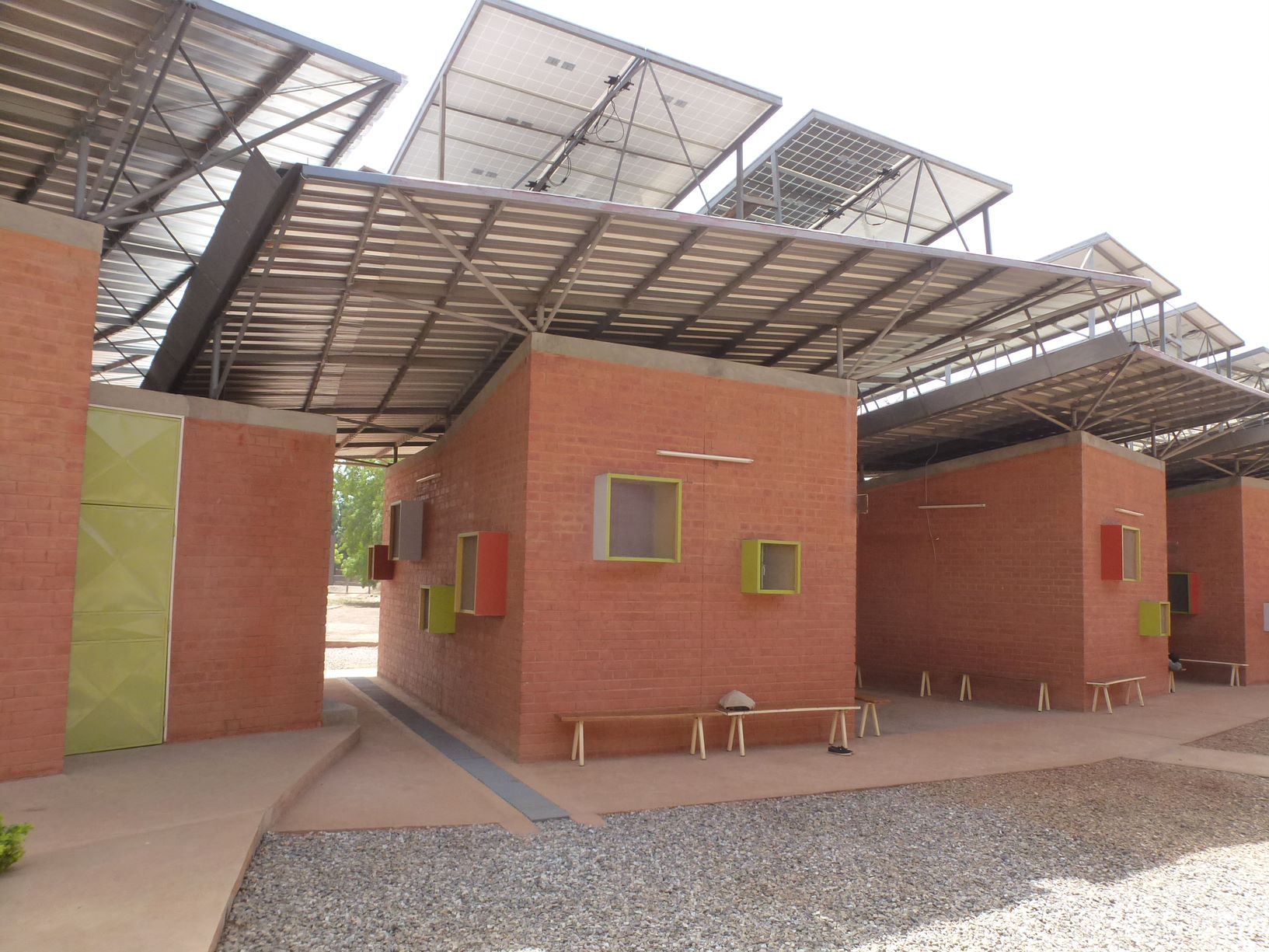
CMA Léo

Dit complex is uitgerust met chirurgische faciliteiten, een afdeling voor ziekenzorg en een kraamafdeling. Het centrum bestaat uit adobe. Door de hoge thermische massa kan dit materiaal de koele nachtlucht absorberen en overdag weer afgeven, waardoor de binnenruimtes koel blijven. De kliniek heeft ook tien grote overlappende daken die de muren beschermen tegen regen en het interieur en de omliggende ruimten afschermen van de hete zon.
Om een goedkoper en eenvoudiger bouwproces te verkrijgen, werd een modulair bouwsysteem gebruikt. De speels gepositioneerde en levendig gekleurde gebouwen zijn gesitueerd rond een centrale buitengang, waardoor een verscheidenheid aan schaduwrijke tussenruimten ontstaat die zowel dynamisch als gastvrij aanvoelen. Een in het oog springende kenmerk zijn de verspringende ramen, omlijst met vierkante houten frames in levendige kleuren. Deze kenmerken zijn belangrijk om patiënten aan te trekken die normaal gesproken geen medische aandacht of begeleiding zouden zoeken.

#### Dokterswoningen (2018)
De dokterswoningen, een aanvulling op voorgaande project, zijn vijf losstaande woningen, geplaatst langs een binnenplaats met gemeenschappelijke voorzieningen. Het ontwerp volgt een modulair systeem. De constructie bestaat uit een dubbellaags muur van betonblokken en gestabiliseerde aardeblokken (adobes). De dubbele laag vormt de dragende constructie, terwijl het de thermische massa vergroot om het interieur koel te houden. Gekleurd pleisterwerk beschermt de buitenmuren tegen weersinvloeden. Het binnenplafond is ontworpen als een enkelvoudig gewelf van adobes waarvan de uiteinden open zijn gelaten voor ventilatie en daglicht. Boven het plafond bevindt zich een dak van golfplaten dat het interieur beschermt tegen overhitting en regen. Het dak leidt het regenwater naar een waterreservoir, dat wordt gebruikt voor irrigatie.
Een tuinmuur van betonblokken geeft privacy en veiligheid aan het wooncomplex dat zijn eigen groenvoorziening heeft waar de bewoners kunnen verpozen. Regenwater wordt in kleine vijvertjes vastgehouden, die zodoende tevens voor koeling binnen het compound zorgen. Deze vijvers zijn beplant met waterlelies om verdamping te beperken, terwijl vissen de larven van muggen en andere ziekteoverbrengende insecten eten.

### Serpentine Paviljoen, Londen (2017)

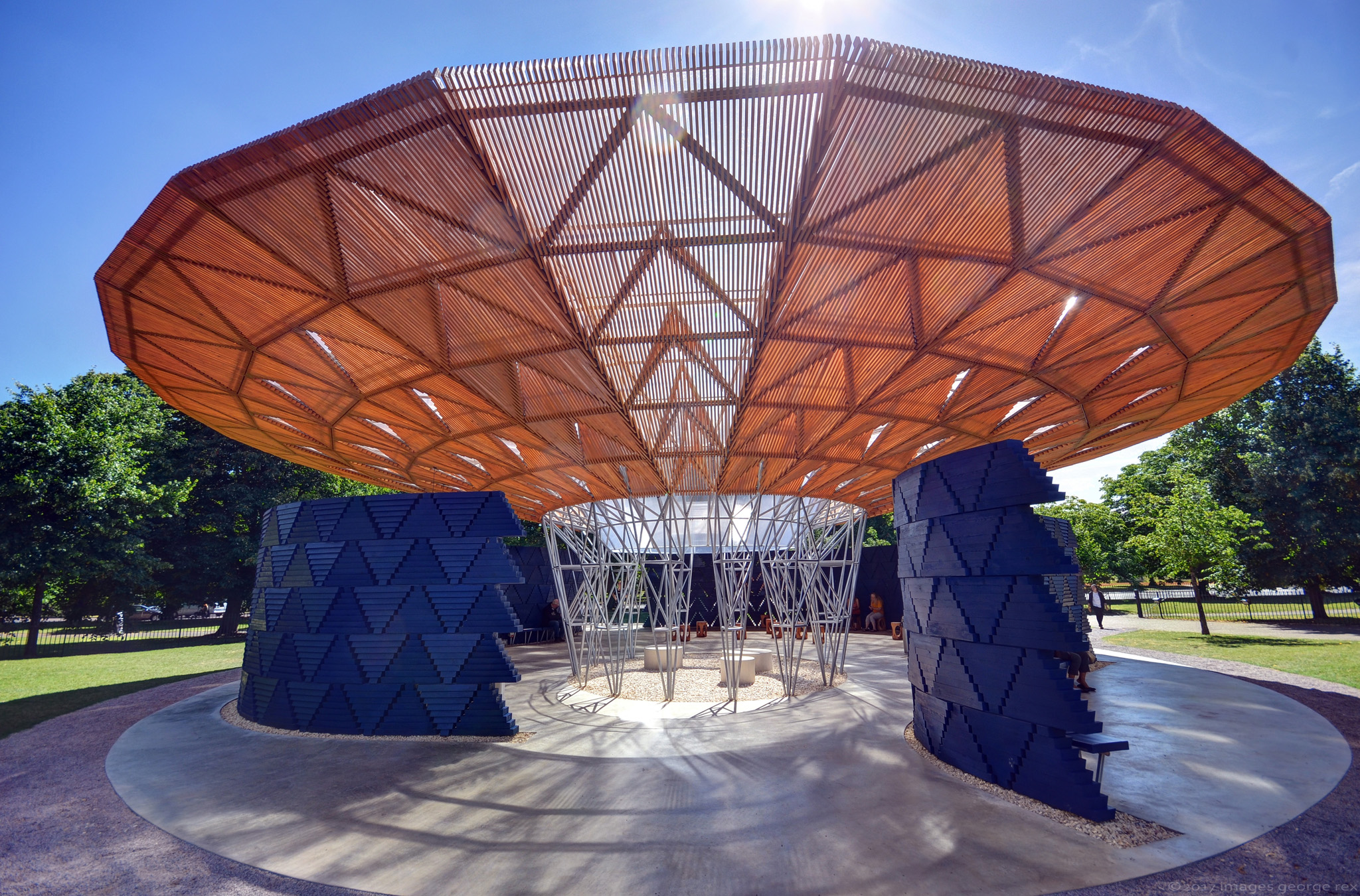
Serpentine Paviljoen in 2017

Voor het ontwerp van de Serpentine Paviljoen in Kensington Gardens te Londen was bewust voor Kéré gekozen vanwege zijn gave een gemeenschapsgevoel in zijn werk te scheppen, hier gecombineerd met de binding tussen mens en natuur, een concept dat Kéré kent van zijn kindertijd in Gando, waar men onder een palaverboom ontmoette.
Het paviljoen bestaat uit een grote luifelvormig dakstructuur gevormd door een spaceframe en met een transparante plaatafdekking. Dit dak vangt het regenwater op die naar een put in het midden van het gebouw leidt. Het doorgelaten daglicht wordt deels opgevangen door zich onder het dak bevindende houten elementen, die zorgen voor beschaduwing, maar op zo'n manier dat een dynamisch schaduweffect ontstaat welke verandert met de beweging van de zon en de wolken. Het gebouw is omsloten met een indigoblauwe geprefabriceerde wandsysteem dat bestaat uit geprefabriceerde driehoekige houten blokken met kleine openingen, waardoor gebouw licht oogt. Er zijn vier toegangen tot het paviljoen, die samen voor een goede ventilatie zorgen.
Het paviljoen is door Ilhalm Gallery opgekocht en in 2018 naar de Klang vallei in Maleisië verhuisd.

### Xylem, Tippet Rise Art Center, Montana (2019)
Dit paviljoen in Montana is een vorm van architectonische mimicry, omdat het de xyleem van een levende boom voorstelt.
Het hele paviljoen is gemaakt van boomstammen, die gebruikers en bezoekers, in Kérés woorden, verbinden met het 'hart' van de bomen. De onbehandelde grenen boomstammen - plaatselijk gewonnen middels een natuurlijk snoeiproces dat bossen ontdoet van parasitaire insecten - zijn gebundeld in een modulaire zeshoekige structuur en omsloten met verweerd staal. Het gebouw wordt gedragen door zeven stalen kolommen.
Het dak is enorm doch licht en past in zijn heuvelige omgeving. De ruimtelijke complexiteit die wordt veroorzaakt door de bundels stammen zou bezoekers aanmoedigen om verschillende uitzichten op het omringende landschap te verkennen.

### Parlementsgebouw van Benin (2023?)
In 2019 heeft de overheid van Benin Kéré de opdracht gegeven in Porto-Novo een nieuw parlementsgebouw te ontwerpen ter vervanging van het bestaande parlementsgebouw, dat dateert uit de koloniale tijd. Het nieuwe parlementsgebouw zal de waarden van democratie en culturele identiteit van Benin moeten belichamen. Kérés ontwerp is geïnspireerd op de palaver, een oud West-Afrikaanse traditie waarbij onder een palaverboom vergaderd wordt over zaken in het belang van de gemeenschap.
De vergaderzaal bevindt zich op de begane grond en de andere functies bevinden zich op de bovenste verdieping. De kern van het gebouw wordt gevormd door een ruime binnenplaats, wat tot goed geventileerde en verlichte overgangsruimten leidt.
Anno 2022 is dit complex in aanbouw en wordt het in 2023 verwacht opgeleverd te worden.

## Kéré's invloed op Burkinese architectuur
De geschiedenis en de architectuur van Burkina Faso (voorheen Opper Volta) zijn verbonden met haar landschap. Het is een ingesloten land in West-Afrika dat strekt over een plateau met grasrijke savannes en schaarse bossen. Meer dan twee derde van de bevolking woont in dorpjes op het platteland. De hoofdstad Ouagadougou ligt in het centrum van het land, terwijl het grootste deel van de bevolking op grotere hoogte woont, weg van de valleien van de Volta. Burkina Faso ligt in de Sahel en heeft te kampen met de meest radicale klimaatverschillen ter wereld die kunnen leidden tot extreme droogte enerzijds en zware overstromingen anderzijds. Deze context heeft geleid tot een karakteristieke architectuur.
De moderne architectuur van het land komt hieruit voort door een vernieuwende benadering tot de traditionele bouwmaterialen en technieken. Kéré werd eerst bekend om zijn werk in Gando, waarbij hij vernieuwend gebruikmaakte van lokale materialen. Door te werken met golfplaten en door beton te vervangen door lokaal vervaardigde bakstenen, spelen zijn projecten op vernieuwende wijze in op het landschap van Burkina Faso en de seizoenen aldaar. Zijn invloed wordt gezien op het werk van andere ontwerpers en groepen zoals Albert Faus en FAREstudio, waarvan de architectuur eveneens inherent gebonden is aan lokale materialen, geografie en lokale omstandigheden.

## Erkenningen

### Prijzen
- 2004: Aga Khan Award for Architecture voor de lagere school in Gando (2001), uit erkenning voor zowel Kéré's innovatieve bouwtechnieken en aandacht voor vakmanschap, en voor het feit dat deze school samen met de Gando-gemeenschap is gebouwd.
- 2009: Global Award for Sustainable Architecture uitgegeven door Cité de l’Architecture et Patrimoine.[36]
- 2010: BSI Swiss Architectural Award.
- 2011: Marcus Prize.[37][38]
- 2012: Global Holcim Award, voor de middelbare school in Gando.[39]
- 2012: BSI Swiss Architectural Award.
- 2014: Schelling Architecture Award.
- 2015: Kenneth Hudson Award - European Museum of the Year.
- 2017: Prins Claus Prijs, ontvangen voor zijn "ontwerpen en bouwen van prachtige gebouwen die voldoen aan de behoeften van mensen; ...voor het eren van de trots van mensen op hun culturele tradities en technieken, ...voor het inventief combineren van relevante factoren uit twee verschillende kennissystemen om praktische oplossingen van mondiaal belang te bereiken en een uitwisseling van ideeën tussen Afrika en Europa tot stand te brengen; ...en voor zijn ethische inzet voor het creëren van inspirerende architectuur die de leefomstandigheden verbetert en gemeenschappen verheft."[40]
- 2017: Arnold W. Brunner Memorial Prize in Architecture van de American Academy of Arts & Letters, waarvoor hij werd geprezen als "een alchemist die werkt met lokale materialen en technologie om gebouwen van betekenis en schoonheid te ontwerpen."[41]
- 2021: AW Architect of the Year award van de AW Architektur & Wohnen, een vooraanstaand Duits tijdschrift. Het tijdschrift eerde hiermee "het talent van een uitmuntende architectonische persoonlijkheid die blijk geeft van een mentaliteit van creatief denken, holistische ontwerpbenaderingen en inspirerend maatschappelijk engagement. Met zijn ideeën en projecten heeft Francis Kéré de afgelopen 20 jaar opzien gebaard en wereldwijde erkenning gekregen als een internationale pionier en architectonische uitzondering."[42]
- 2021: Thomas Jefferson Foundation Medal in Architecture. De jury waardeerde hem voor het feit dat hij de gemeenschap als uitgangspunt neemt in zijn ontwerpen en voor zijn gebruik van duurzame materialen.[43]
- 2022: Pritzker Prize Met de winst van deze prijs is Kéré de eerste Afrikaan die deze prestigieuze prijs gewonnen heeft.[44]

### Titels
Kéré is gasthoogleraar aan de Harvard University Graduate School of Design, Yale School of Architecture, en bekleedt sinds 2017 de inaugurele leerstoel Architectural Design and Participation aan de Technische Universität München. Hij is erelid van het Koninklijke Architectuur Instituut van Canada (2018) en het Amerikaanse Instituut van Architecten (2012) en lid van het Koninklijke Instituut van Britse Architecten (2009).

## Sociale projecten van Kéré

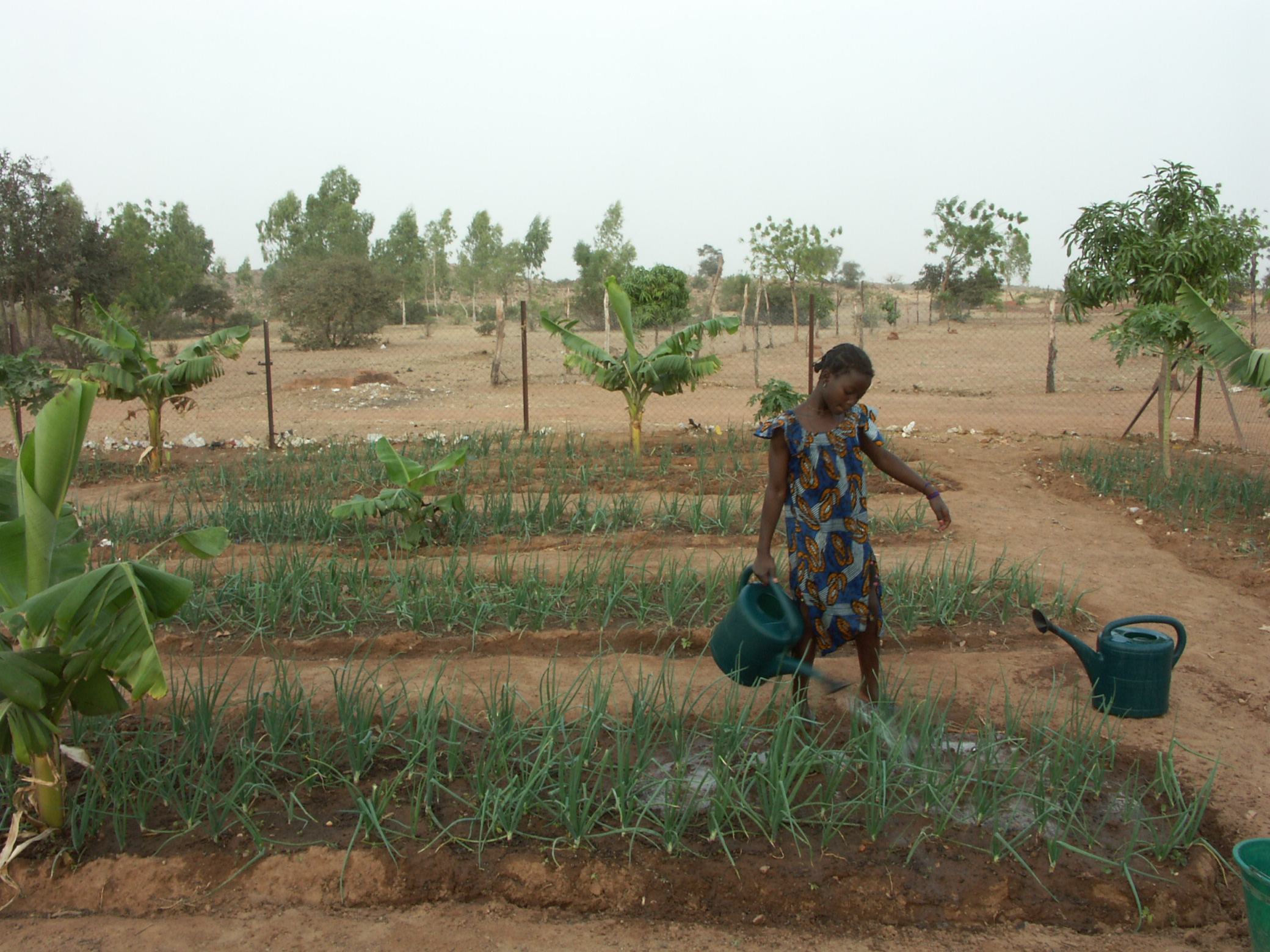
Schooltuin in Gando
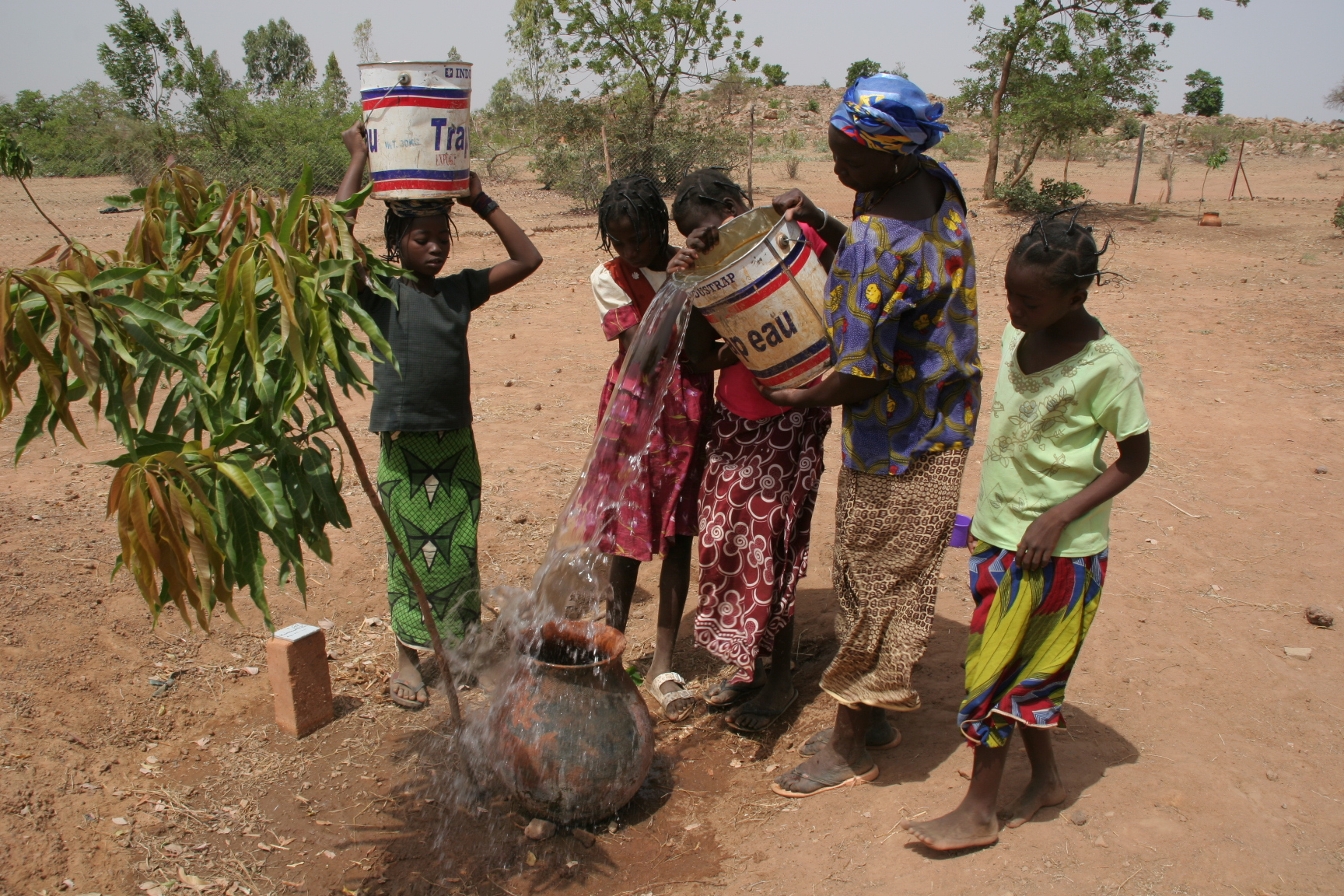
Mangoproject in Gando